# Lovoo
Lovoo (tipografía propia: LOVOO) es una red social de servicios basados en la localización, gestionada por la empresa del mismo nombre LOVOO GmbH. La sede central de la empresa se encuentra en la capital del estado federal de Sajonia (Dresde, Alemania).
La comunidad en línea es una de las cinco mejores dentro de la categoría de redes sociales de las Apps Stores en Alemania de Apple, y Google Play. La app para móviles está disponible para dispositivos iPhone, iPad y Android. La aplicación se financia a través de un modelo Freemium, que funciona ofreciendo servicios básicos gratuitos de la App y otros optimizados de pago para flirtear.

## Historia
Esta plataforma interactiva la fundó y desarrolló un equipo de ocho personas bajo el nombre LOVOO el 27 de octubre de 2011 como aplicación para citas por móviles.
El 2 de febrero de 2012 LOVOO recibió el premio del público en el “Show your App Award” a la mejor app alemana en la feria M-Days de Fráncfort del Meno. La base fue una votación en línea.
Esta empresa joven fue incluida el 12 de abril de 2013 en el programa de acelerador de Silicon Valley (Silicon Valley Accelerator Program). En este sentido, desde septiembre de 2013, la empresa LOVOO GmbH prepara su internalización centrándose en el mercado de los EE. UU.

## Funciones
La última versión (2.5.1) de la app móvil de LOVOO apareció en 2014.

### Radar en vivo
La función principal es un radar en vivo, que permite escanear el entorno directo del usuario para encontrar y contactar a otros usuarios de la app. Los resultados de la búsqueda se visualizan en un radar GPS GPS, que muestra la dirección y distancia entre ambos.

### Búsqueda
Con una descripción, los usuarios pueden limitar la búsqueda de otros miembros.

### Compatibilidad
El usuario recibe fotos de diferentes miembros para valorarlos. El miembro correspondiente recibe un mensaje con la información de la valoración. En caso de un interés mutuo, pueden ponerse en contacto a través del chat. 

## Denuncias
Los informes de experiencias sirven para denunciar la existencia de perfiles falsos y tendencias sexistas de miembros.

## Enlaces web
- LOVOO Community.
- Website LOVOO Company. Archivado el 30 de marzo de 2014 en Wayback Machine.